# Skoki Duże
Skoki Duże – wieś w Polsce położona w województwie kujawsko-pomorskim, w powiecie włocławskim, w gminie Włocławek.
W latach 1975–1998 miejscowość administracyjnie należała do województwa włocławskiego. Według Narodowego Spisu Powszechnego w końcu III 2011 r. liczyła 79 mieszkańców (jedna z trzech miejscowości tej gminy, z których każda zamieszkiwana jest przez 79 osób).